# Aglais cruenta
Aglais cruenta är en fjärilsart som beskrevs av Fritsch 1913. Aglais cruenta ingår i släktet Aglais och familjen praktfjärilar. Inga underarter finns listade i Catalogue of Life.